# New Genre Public Art
Per New Genre Public Art si intende la nuova declinazione dell'arte pubblica. Differisce dall'arte pubblica convenzionale per il fatto che mette l'accento sul processo piuttosto che sull'oggetto. Scopo della New Genre Public Art non è più la produzione di un oggetto artistico, ma l'innescare processi relazionali tra artista e pubblico. 
Nell'ambito della new genre public art, affermatasi a partire dagli anni Ottanta, il concetto di monumento appare definitivamente superato in favore di interventi effimeri e provvisori realizzati non più semplicemente nel pubblico ma con il pubblico, spesso direttamente coinvolto nelle operazioni. Si tratta di lavori in cui l'artista da produttore autonomo ed originale si trasforma in colui o colei che innesca un evento, senza necessariamente controllarne gli esiti.

## La teoria habermasiana
Negli ultimi vent'anni circa, intorno alla definizione di spazio pubblico si sono sviluppati importanti dibattiti nei settori dell'arte, dell'architettura e degli studi sulla città. Nel contesto di tali dibattiti, la critica alla nozione habermasiana della sfera pubblica come ideale democratico perduto occupa un posto di primaria importanza. 
Jürgen Habermas definisce la sfera pubblica una zona a metà fra società e stato, uno spazio democratico accessibile a tutti in cui i cittadini si impegnano nell'esercizio della razionalità critica in nome dell'interesse comune . Ne risulta l'idea dello spazio pubblico come l'arena della sfera pubblica, il luogo fisico del suo manifestarsi. Esso è un regno pacificato, ovvero un luogo in cui tutti gli individui, elevandosi al di sopra del conflitto, si sentono universalmente rappresentati. È lo spazio della vita sociale in cui i privati individui discutono di temi di interesse pubblico e in cui la pubblica discussione è costituzionalmente garantita, così come lo è l'accesso alla pubblica informazione. Dal momento che la sfera pubblica svolge una funzione di critica e controllo rispetto alle attività dello stato non include in sé lo stato e i suoi attori istituzionali, ma media tra questo e la società. Ovviamente alla base di questa logica sta la nozione tradizionale della democrazia “singolare”, che prevede l'esistenza di un soggetto unico ed universale e non ammette il discorso sulla differenza e sulla sessualità. Non a caso, la condizione necessaria all'esistenza della sfera pubblica è il mantenimento dei confini tra pubblico e privato.

### La critica alla teoria habermasiana
Il binomio sfera pubblica - sfera privata è stato messo in discussione da chi sostiene che lo spazio pubblico come luogo unitario non sia andato perduto in quanto mai esistito: esso non è altro che un fantasma una grande illusione basata sull'idea che esista un solo pubblico. In questa prospettiva, sviluppata soprattutto nell'ambito delle teoria femministe e post-coloniali sulle politiche della produzione della soggettività, lo spazio pubblico come spazio protetto dal conflitto e dall'eterogeneità appare fondato sulla censura della differenza. Al contrario, è proprio nel conflitto, e nell'articolazione spaziale dello stesso, praticata attraverso il superamento dei confini fra pubblico e privato, che sussiste la possibilità di una democrazia “plurale”. Sulla base di questi presupposti, la nozione tradizionale di spazio pubblico come luogo dai confini fisici precisi viene sostituita d quella di public realm , un'entità costituita dai processi, oltre che dai luoghi fisici, della comunicazione e dello scambio.

## Origini storiche
Il passaggio dal formalismo all'attivismo sociale nell'arte ha come tappa fondamentale il minimalismo, nel cui ambito l'idea modernista della scultura come oggetto autonomo e autoreferenziale viene messa in crisi. Questo avviene attraverso la realizzazione di opere in cui le relazioni strutturali interne all'oggetto vengono eliminate o rese funzione di una semplice ripetizione strutturale legata al movimento temporale dello spettatore nello spazio dell'esposizione. Incorporando il luogo in cui il lavoro è collocato nel lavoro stesso, il minimalismo allarga le coordinate della percezione dal rapporto tra l'oggetto artistico e lo spettatore, al rapporto tra l'oggetto artistico, lo spettatore e lo spazio che li ospita. In tal modo, i processi della ricezione vengono a trovarsi al centro dell'opera, contribuendo in maniera determinante al superamento dell'ideale dell'artista come autore unico, autonomo e originale di oggetti autosufficienti. Le prime mostre con sculture minimaliste si tengono a New York e sono le personali alla Green Gallery di Donald Judd e Robert Morris nel 1963 e di Dan Flavin nel 1964, cui segue nel 1965 quella di Andre alla Tibor de Nagy Gallery. Nello stesso anno la Tibor de Nagy ospita anche la collettiva Shape and Structure, con opere di Judd, Morris, Andre e Bell. Primary Structures. Younger American and British Sculptors è il titolo della rassegna curata da Kynaston McShine al Jewish Museum nel 1966 che mette a confronto scultori inglesi (Anthony Caro, Peter Phillips, William Tucker) e minimalisti americani (Le Witt, Bladen, Judd, Grosvenor, Flavin, Andre, Tony Smith, Bell, Morris, Artschwager).
Tuttavia il minimalismo rimane ancorato alle istanze del formalismo. I luoghi della percezione estetica vengono infatti trattati come luoghi neutrali dal punto di vista politico e sociale.
Una svolta ulteriore avviene nel momento in cui alcuni artisti estendono il concetto di sito specifico oltre la sfera estetica dell'”istituzione dell'arte” ai significati e alle implicazioni sociali e politiche, nonché alle circostanze storiche, della produzione artistica. Questo si verifica con l'arte concettuale, nel cui ambito vengono sviluppate strategie di intervento critico all'interno degli spazi museali e delle gallerie al fine di rendere visibili le relazioni economiche e sociali ad essi sottesi. È in questa cornice che la città diviene soggetto dell'arte, corrodendo ulteriormente l'autoreferenzialità modernista e suscitando accesi dibattiti. Tali lavori rappresentano il conflitto e, al tempo stesso, lo alimentano e vi si sviluppano e articolano intorno. Per questo, essi costituiscono un momento assai importante dall'oggetto al processo nella pratica artistica contemporanea. 
“Il cambiamento che questi artisti introducono non riguarda solo la forma e il soggetto dell'arte, ma la sua stessa struttura”,

## Tappe importanti

### Hans Haacke
Un primo esempio emblematico di questo fenomeno è quello dei progetti sull'edilizia abitativa e commerciale di New York di Hans Haacke realizzati in occasione di una mostra dell'artista che avrebbe dovuto tenersi al Guggenheim Museum di New York nell'Aprile del 1971. La mostra racconta i processi speculativi dei proprietari di alcuni edifici nelle zone povere di Manhattan. Shapolski at al. Manhattan Real Estate Holding, A Real-Time Social System e As of 1 May 1971 sono le tre opere in cui utilizzando materiali reperiti negli archivi della città, Haacke documenta le attività di investimento di due grosse società immobiliari di New York. Ne risulta l'installazione di fotografie frontali di edifici e fogli dattiloscritti, diagrammi e cartine contenenti informazioni sugli edifici stessi e sulle transazioni commerciali ad essi relative. Le immagini e documenti vengono accostati seguendo il principio dell'ordinamento archivistico, in una serie potenzialmente infinita di oggetti. La mostra viene cancellata qualche settimana prima dell'apertura a causa del contenuto delle opere, considerato incompatibile con le funzioni del museo d'arte, luogo non deputato ad accogliere attività sociali e politiche.
Per la prima volta la pratica artistica si allontana dalla mera produzione di un oggetto artistico e si confuta la tanto sbandierata apoliticità dell'arte. L'importanza di un tale evento si evidenzia nelle polemiche che ne conseguono: cento artisti, solidali con Haacke, iniziano un'azione di boicottaggio nei confronti del Guggenheim Museum, mentre molti critici riempiono pagine e pagine di riviste specializzate in difesa dell'artista.

### Martha Rosler
The Bowery in Two Inadequate Descriptive Systems è un progetto realizzato da Martha Rosler tra il 1974 e il 1975 e costituito da fotografie scattate nel Bowery, quartiere a sud di Manhattan al tempo meta di alcolisti ed emarginati. Parole e frasi dattiloscritte su fogli bianchi accompagnano le fotografie. Si tratta di idiomi usati per descrivere l'alcolismo e lo stato di ubriachezza. Alcuni di essi fanno parte del gergo sommerso degli alcolisti, mentre altri appartengono al linguaggio pubblico dell'estabilishment e testimoniano il modo in cui l'alcolismo viene rappresentato in quest'ambito sociale. Le immagini e i testi, di identico formato, compaiono sulle pareti disposte a griglia regolare entro contro cornici nere. Ne risulta una sovrapposizione di due sistemi di rappresentazione, quello visivo e quello verbale, che mina il valore di verità di ciascuno di essi. Nel tentativo di rappresentare una categoria di persone emarginate, l'artista ha emblematicamente rifiutato di fotografarle. Nelle immagini si trovano soltanto le tracce del loro passaggio. Negando allo sguardo vouyeristico tipico della fotografia sociale il suo oggetto stereotipo d'affezione, e accostando idiomi appartenenti a sfere sociali fra loro assolutamente non omogenee, la Rosler disorienta l'osservatore, portandolo a riflettere sulla propria posizione al'interno del sistema di potere dominante e a ridefinire il rapporto fra esperienza individuale e spazio pubblico. Del resto tutta la ricerca dell'artista è incentrata sull'analisi dell'impatto della cultura patriarcale della vita quotidiana realizzata attraverso la trasgressione dei confini tra pubblico e privato al'insegna del motto femminista “il personale è politico”.

### Thomas Hirschhorn
In Bataille Monument di Thomas Hirschhorn realizzato per Documenta 11 del 2002 l'artista svizzero si reca a vivere in una delle periferie abitate dagli immigrati turchi di Kassel, creando con loro un modello espositivo alternativo a quello offerto normalmente dall'istituzione tedesca: vengono costruite tre baracche in legno ospitanti rispettivamente uno studio televisivo, una biblioteca di filosofia con videoteca pensata attorno a temi legati alla produzione di George Bataille e infine una mostra dedicata all'intellettuale francese. Lì vicino viene costruito un bar gestito da una famiglia del posto e per accedere all'opera ci si deve servire di un servizio taxi organizzato dai turchi del sobborgo di Nordstadt. Il lavoro collaborativo iniziato da Hirschhorn si situa nel punto medio di uno spazio di relazione creato tra una comunità realmente esistente di immigrati in condizioni di povertà e il mondo dell'arte fatto di persone appartenenti ad un ceto sociale sicuramente più elevato. Da questa posizione non si assoggetta il pubblico, di entrambe le parti, ad una condotta prevista, né ci si accontenta di un interstizio nel quale dare visibilità ad un'idea precostituita di comunità, ma si espongono l'un l'altro le due collettività appartenenti in quel momento allo stesso urbano di Kassel, sfruttando i possibili punti di contatto presenti nell'opera di Bataille.

### Altri esempi
Il lavoro di Cesare Pietroiusti del 1994 dal titolo In che cosa posso esserti utile? si dedica alla ricerca di uno spazio interstiziale entro cui, a partire dagli elementi appartenenti alla sfera del marginale, innesca processi relazionali. L'artista si offre, per l'intera durata della sua personale, pari a un periodo di quattro settimane, di compiere una serie di azioni utili a chiunque venga a conoscenza del progetto e decida di sottoporre una richiesta. Le azioni compiute vengono documentate con modalità concordate, di volta in volta, con le persone coinvolte e la documentazione prodotta viene progressivamente esposta all'interno della galleria in cui ha sede la mostra. Le richieste sono prevalentemente legate a bisogni primari, come un vaccino anti influenzale o la passeggiata al cane. 
Altro lavoro è quello di Sophie Calle del 2001 Public Places - Private Spaces . Il progetto trae ispirazione dall'eruv, una tradizione ebrea ortodossa che converte simbolicamente lo spazio pubblico in spazio privato. Un eruv è una recinzione fatta di pali e fili eretta dentro e intorno alle comunità ebraiche come soluzione pratica alla proibizione religiosa che vieta di portare oggetti fuori dalle pareti domestiche durante il Sabbath. Secondo la legge talmudica, un eruv trasforma lo spazio esterno in spazio interno in modo tale che i residenti vi si possano muovere come se fossero nelle proprie case. Per la realizzazione del progetto, Calle si è recata a Gerusalemme, una città circondata da un eruv e un luogo la cui proprietà è oggetto di contesa. L'artista ha chiesto a quattordici abitanti, sia israeliani che palestinesi, di portarla in spazi pubblici da loro considerati privati e di raccontare le loro associazioni personali con quei luoghi. Le storie, documentate nell'installazione attraverso le foto e i testi, sono prosaiche e intime. Indirizzando la nostra attenzione su aspetti altrimenti considerati trascurabili, esse ci invitano a riflettere su come la dimensione privata connoti l'esperienza dello spazio pubblico e ci aiutano a vedere da un punto di vista inedito la cornice entro la quale agiamo e costruiamo l'immagine dell'altro in una situazione di conflitto.